# Jaume Gil Aluja
Jaume Gil Aluja (Reus, 25 de setembre de 1936) és un economista i matemàtic català, catedràtic a la Facultat de Ciències Econòmiques i Empresarials de la Universitat de Barcelona (UB). És expert en lògica difusa, que defineix com la forma ideal de tractar la predicció i el futur. Ha treballat durant 30 anys en la teoria dels conjunts borrosos i des del 1986 treballa en l'aplicació d'aquestos a la gestió d'empreses.

## Biografia
Fill de Jaume Gil, comerciant de Reus i d'Antònia Aluja Feliu, també de Reus, va cursar la carrera de Ciències Polítiques, Econòmiques i Empresarials a la Universitat de Barcelona, on es va llicenciar l'any 1959. L'any 1965 va fer oposicions per catedràtic, a Madrid i va obtenir una plaça a Jerez de la Frontera. L'any 1967 va obtenir la càtedra d'Economia d'empreses a la Universitat de Barcelona, que l'any 1968 va anar a impartir a la Universitat de Màlaga, però tornà aviat a Barcelona.
A més de la seva docència universitària va estar vinculat a l'empresa SEAT, on va ser directiu de la factoria a la Zona Franca. Durant els seus anys acadèmics ha rebut nombrosos títols i distincions. L'any 1972 el govern francès el va guardonar amb l'Orde de les Palmes Acadèmiques i també amb l'Orde Nacional del Mèrit. És membre fundador de European Foundation for Management Development, amb seu a Brussel·les.
Pertany a les acadèmies següents: 
- Acadèmic de Número de la Reial Acadèmia de Ciències Econòmiques i Financeres.
- Acadèmic Associat de l'Acadèmia Delphinale (França).
- Acadèmic Honorari de l'Acadèmia Internacional de Ciències Computacionals (Rússia).
- Acadèmic de l'Acadèmia Russa de Ciències Naturals.
- Acadèmic d'Honor de l'Acadèmia Romanesa.
- Acadèmic d'Honor de l'Acadèmia Russa d'Enginyeria.
- Acadèmic de l'Acadèmia Mundial de les Arts i les Ciències (Estats Units).
- Acadèmic de l'Acadèmia Internacional de Ciències Modernes (Azerbadjan).
- Acadèmic Corresponent de l'Acadèmia de Ciències i Arts de Montenegro.
- Acadèmic de l'Acadèmia de Ciències i Arts de la República Srpska (Bòsnia i Hercegòvina).
- Acadèmia de l'Acadèmia Europea de Ciències i Arts (Àustria)

Compta amb 30 distincions com a doctor honoris causa per tantes altres universitats, així com nombroses condecoracions i premis, tant nacionals com internacionals. És president i fundador de la Societat Internacional de Gestió i Economia Fuzzy (SIGEF).